# Rhinopsephus
Rhinopsephus là một chi bọ cánh cứng trong họ 
Elateridae.
Chi này được miêu tả khoa học năm 1906 bởi Schwarz.

## Các loài
Các loài trong chi này gồm:
- Rhinopsephus balachowksyi Girard, 1985
- Rhinopsephus guineensis Girard, 2003
- Rhinopsephus lamottei Girard, 2003
- Rhinopsephus lucidus (Cobos, 1970)
- Rhinopsephus martini Girard, 1985
- Rhinopsephus milaris (Schwarz, 1903)
- Rhinopsephus reticulicollis (Cobos, 1970)
- Rhinopsephus venustus Girard, 1986